# Église Saint-Marcel de Saint-Marcel-lès-Annonay
 (mars 2018).
L'église Saint-Marcel est érigée dans la commune de Saint-Marcel-lès-Annonay, département de l'Ardèche en région Auvergne-Rhône-Alpes. Son architecture de style néogothique est l'œuvre d’un architecte d’Annonay. Il pourrait s’agir soit de Prosper Borione (1815 - 1895), soit de son fils Elie (1866 - 1908). Ils sont les auteurs de plusieurs églises en Haut-Vivarais, dont certaines de style néogothique. Ainsi l’église Saint-Marcel a des similitudes avec celles de Saint-Joseph d’Annonay (1870 - 1872), de Villevocance (1874 - 1877), de Vidalon (1876 - 1877), et de Saint-Alban-d'Ay (1877 - 1882).  L'édifice est situé au cœur du chef-lieu de la commune à proximité du ruisseau de « Concise ».

## Historique
Les documents cités dans la bibliographie de l'article permettent d'établir la chronologie suivante : 
- 972 : Installation d’un monastère de l’ordre de Saint-Marcel donc construction d’une église.
- 1523 : Mention écrite de l’église dans le « Pouillé  de l’Église de Vienne ». Saint-Marcel et l’ensemble des paroisses vivaroises situées au nord du Doux dépendent alors de l’archidiocèse de Vienne (Isère).
- 1762 : Lors de la préparation de la suite de l’ Histoire générale de Languedoc , le curé de Saint-Marcel répond à un questionnaire. Il précise que le chapitre de la Cathédrale Saint-Maurice de Vienne propose un prêtre comme candidat à la « cure » de Saint-Marcel à l’archevêque, l’archevêque de Vienne nommant ensuite le prétendant curé.
- 1789 : Révolution…
- 1793 : 
  - Fermeture de l’église au culte ?
  - Le Père Perotin, curé du village, est arrêté pour incivisme alors qu’il transportait un registre de catholicité. Prêtre réfractaire, il avait refusé de prêter serment à la Constitution civile du clergé. Il reste enfermé 22 mois à la prison du « Grand Séminaire » à Viviers  (aujourd’hui « Maison diocésaine Charles de Foucauld »).
- 1802 : Réouverture officielle au culte : l’église demeure paroissiale dans le cadre de la mise en place de l’organisation temporelle concordataire.
- 1826 : Constitution du cadastre « napoléonien » de Saint-Marcel. L’église apparait sur le plan. Elle se situe au « Village d’En-haut ». De cet édifice subsiste en 2014, son emplacement qui s’appelle « place de l’ancienne église ».

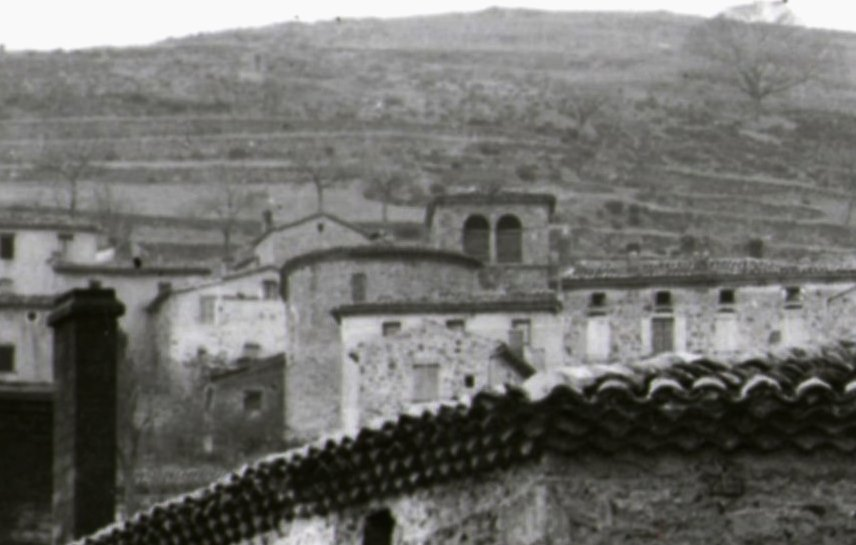
L'ancienne église, implantée au "Village d'En-haut", était encore debout au début du XX.

- 1893 - 1894 : Construction d’une nouvelle église Saint-Marcel à une centaine de mètres en contrebas de l’ancienne.
- 1894 : Ouverture au culte et bénédiction de l’édifice par Mgr Joseph-Michel-Frédéric Bonnet. La célébration se déroule en présence du curé du village, de ses prédécesseurs en particulier le chanoine Jacquemet et l’abbé Maximin et des paroissiens. Au cours de la célébration, il est rappelé la mémoire de Charles de Montgolfier dont le « vœu le plus cher se trouve réalisé » (4 mars).

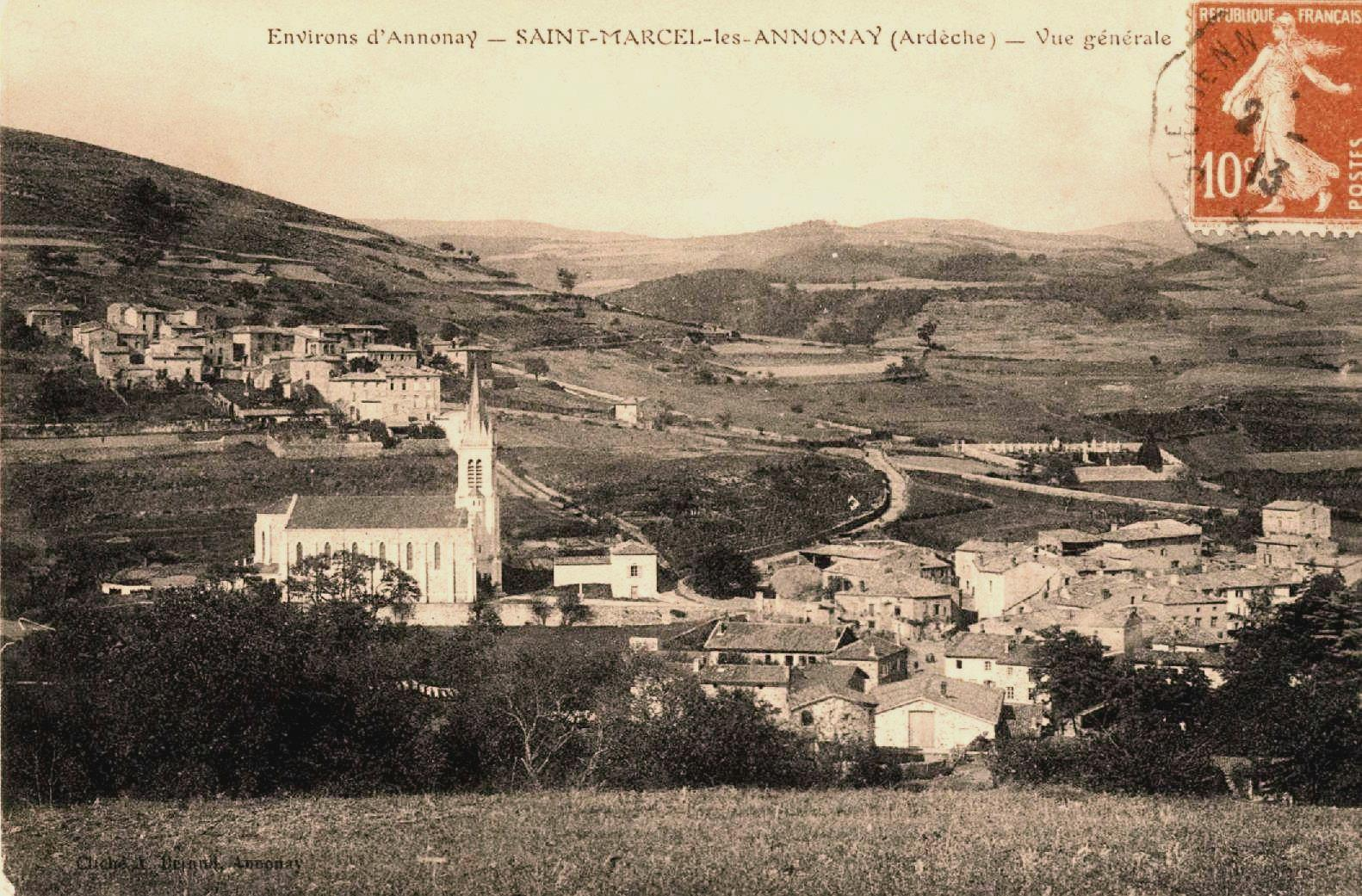
La nouvelle église a été implantée dans l'agglomération qui était devenue principale.

- 1906 : Inventaire de l’église dans le cadre de la Loi de séparation des Églises et de l'État. L'opération, prévue le 23 février, se déroule après forçage des portes le 7 mars. Elles en portent encore les traces en 2014.

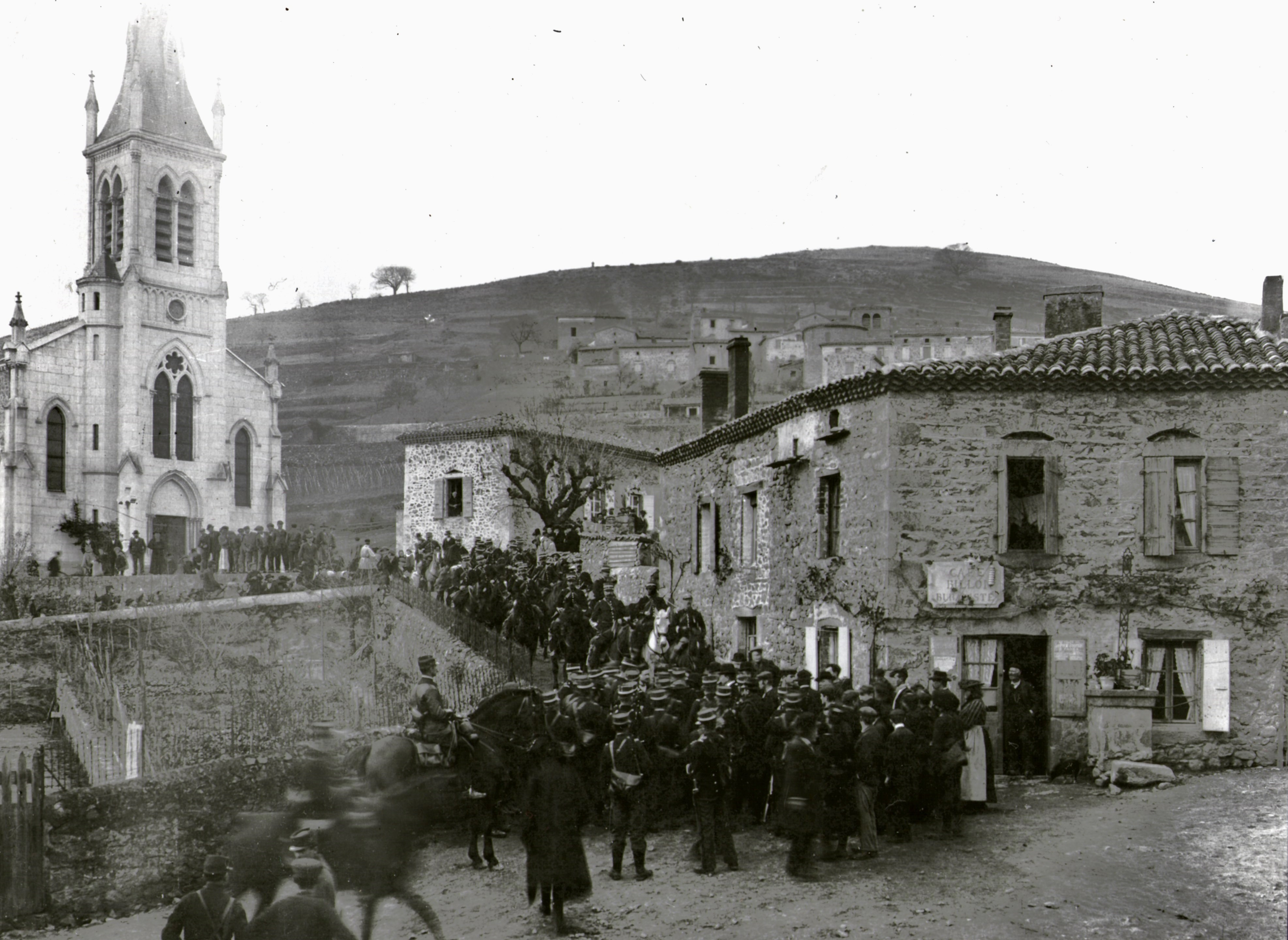
En 1906, la troupe a dû intervenir pour permettre l'inventaire des biens de l'église.

- 1973 : Remise en état de la toiture.
- 1974 : 
  - Campagne de travaux : rénovation et réaménagement intérieur.
  - Inauguration des travaux par une messe présidée par le père Marcel Breysse, vicaire général du diocèse de Viviers représentant Mgr Jean Hermil, l’évêque du diocèse. Elle est animée par les chorales paroissiales de Roiffieux, Saint-Marcel-lès-Annonay et de Savas (30 juin). Des liens existent entre des paroisses voisines : crise des vocations sacerdotales obligeant, le curé de Saint-Marcel-lès-Annonay est aussi celui du village voisin de Savas.
- 1994 : La paroisse de Saint-Marcel-lès-Annonay et les autres paroisses catholiques de la banlieue d’Annonay (sauf Roiffieux) forment l’« Ensemble Inter Paroissial d'Annonay - rural ».
- 2003 : Création de la paroisse « Saint-Christophe lès Annonay », par fusion des paroisses catholiques existantes (1er janvier) [1].
- 2014 : Ouverture de l'édifice dans le cadre de la « Nuit des églises »  en lien avec la Conférence des évêques de France. Présentation historique de l’église, d’objets liturgiques, temps de méditation... (5 juillet).
- 2021 : Création de la paroisse « Bienheureux Gabriel Longueville » du Bassin d'Annonay par fusion des paroisses « Sainte-Claire » d’Annonay, de Roiffieux et de La Vocance et « Saint-Christophe lès Annonay » (1er mai) [2].

## Description générale
Composée d’un clocher sur la façade principale surmontant le portail d’entrée, l’église est à trois nef voûtées en croisées d’ogive. Son plan est de type basilical .

## Vocable
Le pape Marcel Ier est le patron de cette église.

## Visite de l'édifice

### Le sanctuaire
Plusieurs éléments aux fonctions liturgiques précises : 
- le siège de présidence.
- la Croix du Christ.
- l’ambon.
- l’autel.
- le tabernacle se trouvant ici au centre de l’abside.

En l’église de Saint-Marcel-lès-Annonay, l’ambon, l’autel et le tabernacle ont été réalisés en 1973 - 1974 à partir d’éléments de la chaire.

### Vitraux
Certains vitraux ont des motifs géométriques, d’autres, les plus visibles, représentent des portraits en pied de saints. Ceux de l’abside sont très lumineux en milieu de journée. Les fidèles, les visiteurs peuvent reconnaitre notamment :
- Saint François Régis, un saint très populaire en Ardèche puisque vénéré à Lalouvesc, village situé à environ 40 km au sud de l’église.
- Saint Joseph, placé au-dessus du portail principal.

### Sculptures

#### Statues
Plusieurs statues décorent l'église dont : 
- Saint Jean-Marie Vianney, curé d’Ars
- Saint Antoine de Padoue,
- Sainte Thérèse de l’Enfant-Jésus,
- Sainte Jeanne d’Arc,
- Saint Michel,
- Saint Joseph,
- Sainte Marie,
- La Mère et l’Enfant.

Elles datent soit de la fin du XIXe siècle, soit de la première moitié du XXe siècle.

#### Chemin de croix
Le Chemin de Croix rappelle différents épisodes en quatorze stations du premier vendredi saint : la Passion du Christ. Ici, il daterait de la fin du  XIXe siècle ou du début XXe siècle.

## Chronologie des curés

### ? – 1994
Un curé, aidé parfois d'un vicaire a la charge de la paroisse dont le territoire correspond approximativement à celui de la commune.

### 1994 – 2003
Une équipe presbytérale dont les membres sont « curés in solidum » (responsables solidairement) a la charge de l’ensemble des paroisses catholiques de la banlieue d’Annonay (Ensemble Inter Paroissial d'Annonay - rural).

### 2003 – 2021
Avec la création de la paroisse Saint-Christophe dont le territoire comprend la banlieue d'Annonay, à l'exception de Roiffieux et de la vallée de La Vocance, une Équipe d’Animation Pastorale (E.A.P.) composée de laïcs en mission et de prêtres nommés « curés in solidum » à la charge de la paroisse nouvelle.

### Depuis 2021
Avec la création de la paroisse « Bienheureux Gabriel Longueville » dont le territoire correspond au bassin de vie d'Annonay, une Équipe d’Animation Pastorale (E.A.P.) présidée par un prêtre nommé « curé » à la charge de la paroisse nouvelle.